# ロバート・ブレイク (俳優)
ロバート・ブレイク（Robert Blake, 本名：Michael James Gubitosi、1933年9月18日 - 2023年3月9日）は、アメリカ合衆国の俳優。

## 来歴
ニュージャージー州エセックス郡ナットリー出身。イタリア系アメリカ人。6歳の時からMickey Gubitosi名義で子役として西部劇短編映画に出演、1942年からBobby Blake名義となった。
軍隊生活の後、ジェフ・コーリーのもとで演劇を学び、俳優活動を始める。1967年の映画『冷血』の殺人鬼ペリー・スミス役で注目されたほか、1970年代にテレビドラマ『刑事バレッタ』に主人公トニー・バレッタ役で主演、ドラマは大ヒットし、彼自身も第27回プライムタイム・エミー賞主演男優賞（ドラマ部門）・第33回ゴールデングローブ賞男優賞（ドラマ部門）を受賞するなど高い評価を受けた。
2023年3月9日、心臓病によりロサンゼルスの自宅で死去。89歳没。

### 事件
2002年4月18日、2001年5月4日に2番目の妻だったボニー・リー・ベイクリーを射殺したとして逮捕・起訴された。
2005年3月16日、証拠不十分として無罪評決を受けたが、ベイクリーの3人の異父子はブレイクが母を殺害したとして民事訴訟を起こした。その裁判の中で彼が嘘の証言をしていたことが発覚、2005年11月18日、有罪判決を受け、罰金3000万ドル(約30億円)の支払いを命じられた。
さらに、刑事裁判での無罪評決の際にかかった法的手数料、州税、連邦税など300万ドルの借金を背負ったため、2006年2月3日、自己破産を申請した。その後、罰金は半分に減額された。
その後、ブレイクはボニーを射殺したのは、彼女と不倫関係にあったクリスチャン・ブランド（マーロン・ブランドの息子）だとして彼を告発した。これに対しブランドは事件への関与を否定、黙秘権を行使したため、真相は不明のままに終わった。

## 主な出演作品

### 映画
- チャイナガール China Girl (1942)
- 迷へる天使 Lost Angel (1943)
- 第七の十字架 The Seventh Cross (1944) クレジットなし
- ごくらく珍爆弾 Big Noise (1944)
- 飾窓の女 The Woman in the Window (1944) クレジットなし
- ダコタ荒原 Dakota (1945)
- ユーモレスク Humoresque (1946)
- 西部の覆面男 In Old Sacramento (1947)
- 黄金 The Treasure of the Sierra Madre (1948) クレジットなし
- 黒ばら The Black Rose (1950)
- アパッチの狼火 Apache War Smoke (1952)
- ゴールデン・コンドルの秘宝 Treasure of the Golden Condor (1953) クレジットなし
- バグダッドの黄金 The Veils of Bagdad (1953)
- 三人のあらくれ者 Three Violent People (1956)
- 波止場の鼠 Rumble on the Docks (1956)
- 暁の暴動 Revolt in the Big House (1958)
- 勝利なき戦い Pork Chop Hill (1959)
- 殴り込み海兵隊 Battle Flame (1959)
- 全員射殺 The Purple Gang (1959)
- 非情の町 Town Without Pity (1961)
- 魚雷艇109 PT 109 (1963)
- 偉大な生涯の物語 The Greatest Story Ever Told (1965)
- 雨のニューオリンズ This Property Is Condemned (1966)
- 冷血 In Cold Blood (1967)
- 夕陽に向って走れ Tell Them Willie Boy Is Here (1969)
- タフガイ・殺人ボクサー Un Uomo Dalla Pelle Dura (1972)
- グライド・イン・ブルー Electra Glide in Blue (1973)
- 破壊! Busting (1974)
- コースト・トゥ・コースト 危ないのはお好き!? Coast to Coast (1980)
- 私立探偵ジョー・ダンサー/非情の罠 The Big Black Pill (1981) テレビ映画
- 私立探偵ジョー・ダンサー/奪われた秘宝 The Monkey Mission (1981) テレビ映画
- マネー・トレイン Money Train (1995)
- ロスト・ハイウェイ Lost Highway (1997)

### テレビドラマ
- ブロークン・アロー Broken Arrow (1956, 1958)
- 西部のパラディン Have Gun - Will Travel (1960, 1962)
- 裸の町 Naked City (1961)
- ローハイド Rawhide (1965)
- FBIアメリカ連邦警察 The F.B.I. (1965-1966)
- 刑事バレッタ Baretta (1975-1978)

## 関連人物
- O・J・シンプソン - 同じように妻殺害容疑で逮捕・起訴され、刑事裁判では無罪となったが、民事裁判で有罪となった（O・J・シンプソン事件）。